# Hahn (Taunusstein)
Hahn is een plaats in de Duitse gemeente Taunusstein, deelstaat Hessen, en telt 7342 inwoners (2008).